# ح
‎（阿拉伯语：‎）是阿拉伯字母中的第6個字母，屬於月亮字母。

## 概要

### 字源
源於腓尼基字母𐤇，與希伯來字母「ח」、希臘字母的「Η」、拉丁字母的「H」和西里爾字母的「И」同源。「خ」為其變種。與「خ」和「ج」的差別僅在點的有無與位置。

### 讀音
在現代標準阿拉伯語中發音為清咽擦音/ħ/。

### 字體變化
依據字母在詞語位置的不同，其書寫形式也會有所變化：
| 在词语中的位置：        | 独立 | 尾部 | 中部 | 首部 |
| ----------------------- | ---- | ---- | ---- | ---- |
| 誊抄体： （显示异常？） | ح‎    | ـح‎   | ـحـ‎  | حـ‎   |
| 波斯体： （显示异常？） | ح‬    | ـح‬   | ـحـ‬  | حـ‬   |